# Tom Hardy
Pour les articles homonymes, voir Thomas Hardy et Hardy.
Edward Thomas Hardy, dit Tom Hardy, né le 15 septembre 1977 à Hammersmith en Angleterre, est un acteur et producteur britannique.
Il est notamment connu pour avoir interprété le prisonnier Charles Bronson dans le film Bronson, Tommy Conlon dans Warrior, Ricki Tarr dans La Taupe, Forrest Bondurant dans Des hommes sans loi, les jumeaux Kray dans Legend, et Max Rockatansky dans Mad Max: Fury Road.
Christopher Nolan l'a dirigé à trois reprises dans des films à grosse production : le thriller de science-fiction Inception, dans lequel il joue Eames, « le faussaire », puis le film de super-héros The Dark Knight Rises, où il incarne le criminel Bane et dans le film de guerre Dunkerque.
Il obtient en 2009 une première récompense pour le film Bronson. Puis en 2011 il reçoit le Rising Star Award. Parmi diverses nominations, il est ensuite récompensé à plusieurs reprises en 2015 et 2016 comme meilleur acteur pour les films Legend et Mad Max: Fury Road. En 2016, il reçoit sa première nomination aux Oscars pour sa performance en tant que second rôle dans The Revenant d'Alejandro González Iñárritu.
En 2018, il est nommé commandeur de l'Empire britannique (CBE).

## Biographie
Edward Thomas Hardy naît en 1977 dans le quartier de Hammersmith à Londres, en Angleterre. Il est l'unique enfant d'Elizabeth Anne, une artiste peintre, et d'Edward « Chips » Hardy, publicitaire et écrivain.
Il est scolarisé dans deux écoles privées : la Reed’s School (en) et la Tower House School (en), où il obtient son diplôme de fin d'études. L'étudiant rêve de faire une carrière d'acteur. Conseillé et encouragé par sa mère, il intègre donc l'école d'art dramatique Richmond Drama School (en) en 1997, puis l'école Drama Centre London (en) en septembre 1998.
Spécialiste de la métamorphose physique, il n'hésite pas, pour les besoins d'un film, à prendre une masse musculaire impressionnante, qu'il a d'ailleurs forgée au fil de ces dernières années pour ses rôles de personnages au physique imposant.

### Vie privée
Tom Hardy lutte contre l'alcoolisme et une dépendance au crack et autres drogues alors qu'il a une quinzaine d'années. Il cesse de boire en 2003.
Il est marié à Sarah Ward de 1999 à 2004.
De 2004 à 2009, il est en couple avec Rachael Speed de qui il a un fils, Louis Hardy, né en 2008.
Il est en couple avec l'actrice Charlotte Riley depuis 2012. Ils se marient dans le sud de la France en 2014 et ont leur premier enfant le 22 octobre 2015. Leur deuxième enfant, une fille, naît en 2019.
Le 9 juin 2018, la reine Élisabeth II l'honore, tout comme Keira Knightley et Emma Thompson, en le faisant commandeur de l’ordre de l'Empire britannique, récompensant son talent et son ascension fulgurante dans le monde du cinéma.
Tom Hardy est un pratiquant de jiu-jitsu brésilien. Il collabore avec REORG, une organisation qui propose cet art martial comme forme de thérapie pour les anciens militaires des Royal Marines. Il a remporté plusieurs compétitions.

### Carrière

#### Débuts et révélation

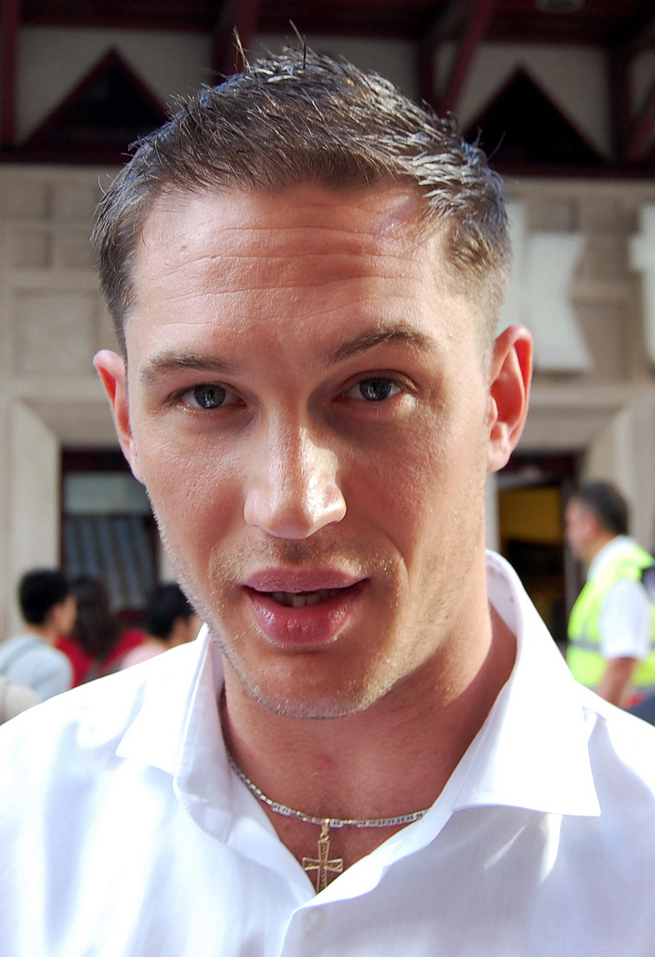
Tom Hardy à la première d’Inception à Londres en 2010.

Tom Hardy commence sa carrière à la télévision en 2001, où il tient un petit rôle dans la prestigieuse mini-série de la chaîne HBO, Frères d'armes (produite par Steven Spielberg et Tom Hanks). Il continue dans le registre militaire en faisant partie de la large distribution masculine réunie par Ridley Scott pour La Chute du faucon noir.
Il enchaîne avec plusieurs films de série B en 2002 et 2003 – Simon: An English Legionnaire (es), le film de science-fiction Star Trek : Nemesis, de Stuart Baird ou encore les films d'action Attraction fatale, The Reckoning et Injection fatale.
Il retourne en Angleterre pour des rôles plus intéressants : il apparaît dans un rôle assez secondaire aux côtés de Daniel Craig dans le thriller britannique Layer Cake, première réalisation de Matthew Vaughn, puis dans la comédie d'action RocknRolla de Guy Ritchie. Il prête ensuite ses traits à Robert Dudley, Comte de Leicester dans le téléfilm The Virgin Queen.
Il revient aux États-Unis pour des projets relativement mineurs, d'où se détache seulement le très attendu Marie-Antoinette, le troisième long-métrage de Sofia Coppola présenté au Festival de Cannes 2006. L'année 2009 est celle de la révélation : tandis qu'à la télévision, il obtient le rôle principal dans la série The Take (en) où il joue le rôle de Freddie Jackson, un gangster psychotique, au cinéma, il accède à une reconnaissance internationale grâce à un rôle que lui confie le respecté cinéaste Nicolas Winding Refn.
En effet, il décroche le rôle très convoité du multirécidiviste aux 34 années de prison (dont 30 en isolement) Michael Gordon Peterson alias « Charles Bronson » dans le drame Bronson. Pour le film, il prend près de 20 kg de masse musculaire. Sa performance impressionne le cinéaste britannique expatrié à Hollywood, Christopher Nolan, qui l'intègre dans la large distribution de son ambitieux blockbuster de science-fiction, Inception, qui sort en 2010, et connaît un succès mondial. Le film lui permet de donner la réplique à des acteurs reconnus : Leonardo DiCaprio, Marion Cotillard, Elliot Page ou encore Joseph Gordon-Levitt. Il accède alors à des projets plus ambitieux.

#### Tête d'affiche hollywoodienne

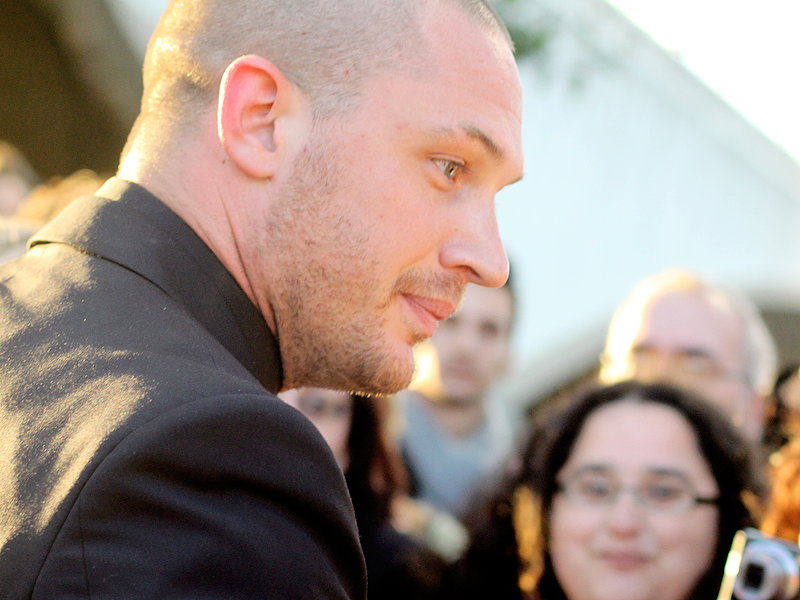
L'acteur à la première londonienne de La Taupe, en septembre 2011.

En 2011, Tom Hardy poursuit son ascension en jouant dans Warrior, au côté de Joel Edgerton, et dans lequel, une nouvelle fois, il augmente considérablement sa masse musculaire pour le rôle en suivant un entraînement quotidien dans des salles de sport, avec au programme deux heures de boxe, deux heures de kickboxing et de muay-thaï, deux heures de chorégraphie et deux heures de musculation. Il suit aussi un régime très protéiné de six repas par jour. Avant de s'y mettre, il ne connaissait rien au combat à mains nues. Toujours en 2011, il interprète également le rôle de Ricki Tarr, dans La Taupe, seconde adaptation du roman éponyme (1974) de John le Carré, avec Benedict Cumberbatch, John Hurt, Ciarán Hinds, Toby Jones, Colin Firth, Mark Strong et Gary Oldman.
L'année 2012 lui permet de capitaliser sur son succès : il s'essaie à l'humour en partageant l'affiche de la comédie d'action Target, réalisée par McG, avec une autre star montante, le jeune Chris Pine. Surtout, il collabore une seconde fois avec Christopher Nolan. Le cinéaste le choisit pour incarner le redoutable Bane dans The Dark Knight Rises, le troisième épisode de la saga Batman de Nolan. Une nouvelle fois, l'acteur prend environ 15 kg de masse musculaire pour ce rôle. Alors que le début du tournage est officialisé par la Warner Bros., une première photo de Tom Hardy en Bane est dévoilée.
Enfin, Hardy joue les criminels inquiétants et charismatiques dans le polar historique Des hommes sans loi, de John Hillcoat. Il y est entouré par Shia LaBeouf et Jessica Chastain.

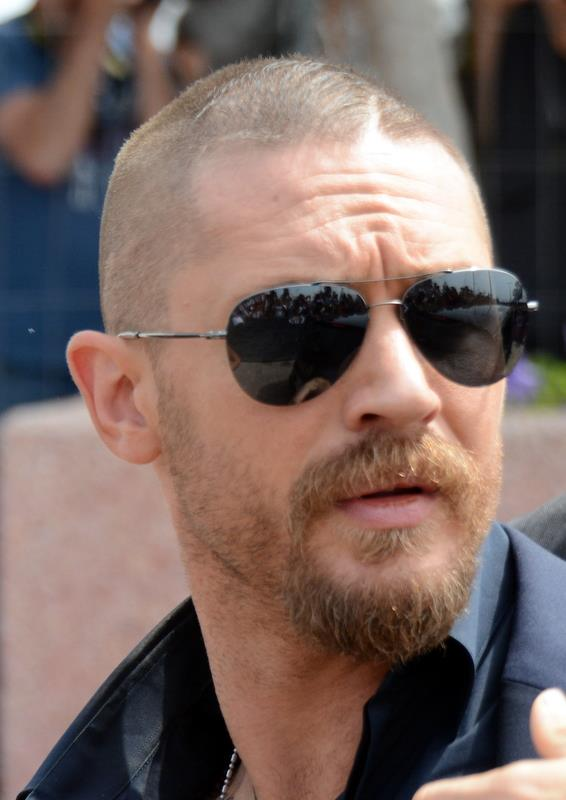
Tom Hardy au Festival de Cannes 2015.

En 2013, il joue le rôle-titre du thriller urbain Locke, écrit et réalisé par Steven Knight. Sa performance lui vaut la récompense du meilleur acteur lors de la 40e cérémonie des Los Angeles Film Critics Association Awards. Ensuite, il évolue dans le thriller Quand vient la nuit, de Michaël R. Roskam, qui sort en 2014. Cette même année, il revient en Angleterre pour tourner pour la télévision. Il joue Alfie Solomons dans la série dramatique Peaky Blinders.
L'année 2015 ne se déroule pas comme prévu : tandis que le thriller historique dont il mène la large distribution, Enfant 44, passe inaperçu, le blockbuster Mad Max: Fury Road, de George Miller, est acclamé par la critique mondiale. Cependant, l'acteur, qui reprend le rôle-titre de Max Rockatansky tenu jusque là par Mel Gibson, voit sa prestation éclipsée par Charlize Theron, au point qu'une suite centrée sur le personnage de cette dernière, Furiosa, est mise en développement. Enfin, il est à l'affiche de l'ambitieux Legend, écrit et réalisé par Brian Helgeland, pour lequel l'acteur tient un double rôle, celui des jumeaux Ronald et Reginald Kray, les plus grands gangsters de Londres dans les années 1960, rôle pour lequel il reçoit deux récompenses de meilleur acteur en 2015.

#### Reconnaissance
En 2016, Tom Hardy tient l'un des rôles principaux du film d'aventures The Revenant, réalisé par Alejandro González Iñárritu. Son interprétation du chasseur des bois John Fitzgerald lui vaut une nomination à l'Oscar du meilleur acteur dans un second rôle.
Il reçoit en 2016 le London Film Critics' Circle Award du meilleur acteur britannique de l'année pour quatre de ses films : Legend, Mad Max: Fury Road, London Road, The Revenant.
Il est ensuite de retour en Angleterre pour le projet télévisuel Taboo, une mini-série en 8 épisodes diffusés par la chaîne BBC One du 5 janvier au 25 février 2017. Cette mini-série devait connaître une suite en 2018.
En 2017, il fait également partie de la distribution du film de guerre Dunkerque, ce qui officialise sa troisième collaboration avec son compatriote Christopher Nolan.
Après l'abandon par Ubisoft Motion Pictures du projet d'une adaptation de la franchise vidéoludique Splinter Cell où Tom Hardy aurait incarné le personnage de Sam Fisher[réf. non conforme], l'acteur devait tenir un rôle dans War Party[réf. non conforme], un film d'aventures réalisé par Andrew Dominik. C'est dans un film de science-fiction qu'il réapparait sur les écrans, réalisé par Ruben Fleischer intitulé Venom [réf. non conforme]. Un autre film lui permet d'incarner un rôle difficile, celui de Al Capone dans Capone (2020), un film biographique réalisé par Josh Trank[réf. non conforme] puis il garde le rôle titre de Venom dans sa suite Venom: Let There Be Carnage (2021) réalisé par Andy Serkis. En 2024, il fait partie des têtes d’affiche de The Bikeriders, le nouveau film de Jeff Nichols. Inspirée de faits réels.

## Filmographie

### Cinéma
- 2001 : La Chute du faucon noir (Black Hawk Down) de Ridley Scott : Spec. Lance Twombly
- 2002 : Legion of Honor (es) de Martin Huberty : Pascal Dupont
- 2002 : Star Trek : Nemesis de Stuart Baird : Praetor Shinzon
- 2003 : The Reckoning de Paul McGuigan : Straw
- 2003 : Attraction fatale (Dot the I) de Matthew Parkhill : Tom
- 2003 : Injection fatale (LD 50 Lethal Dose) de Simon De Selva : Matt
- 2004 : EMR (es) de James Erskine (en) : Henry
- 2004 : Layer Cake de Matthew Vaughn : Clarkie
- 2006 : Minotaur (en) de Jonathan English : Theo
- 2006 : Marie-Antoinette de Sofia Coppola : Raumont
- 2006 : Amour et Conséquences (Scenes of a Sexual Nature) d'Ed Blum (en) : Noel
- 2007 : La Grande Inondation (Flood) de Tony Mitchell (en) : Zak
- 2007 : WΔZ de Tom Shankland (en) : Pierre Jackson
- 2007 : The Inheritance (en) de Charles Henri Belleville : Dad
- 2008 : Sucker Punch (en) de Malcolm Martin : Rodders
- 2008 : RocknRolla de Guy Ritchie : Bob « Gueule d'Ange »
- 2009 : Bronson de Nicolas Winding Refn : Michael Gordon Peterson / Charles Bronson
- 2009 : The Code de Mimi Leder : Michaels
- 2010 : Inception de Christopher Nolan : Eames
- 2011 : La Taupe (Tinker Tailor Soldier Spy) de Tomas Alfredson : Ricki Tarr
- 2011 : Warrior de Gavin O'Connor : Thomas Conlon / Tommy Riordan
- 2012 : Target (This Means War) de McG : Tuck
- 2012 : Des hommes sans loi (Lawless) de John Hillcoat : Forrest Bondurant
- 2012 : The Dark Knight Rises de Christopher Nolan : Bane
- 2013 : Locke de Steven Knight : Ivan Locke
- 2014 : Quand vient la nuit (The Drop) de Michaël R. Roskam : Bob Saginowski
- 2015 : Enfant 44 (Child 44) de Daniel Espinosa : Leo Demidov
- 2015 : Mad Max: Fury Road de George Miller : Max Rockatansky
- 2015 : London Road de Rufus Norris : Mark
- 2015 : Legend de Brian Helgeland : Ronald Kray / Reginald Kray
- 2016 : The Revenant d'Alejandro González Iñárritu : John Fitzgerald
- 2017 : Dunkerque (Dunkirk) de Christopher Nolan : Farrier
- 2018 : Venom de Ruben Fleischer : Eddie Brock / Venom
- 2020 : Capone de Josh Trank : Al Capone
- 2021 : Venom: Let There Be Carnage d'Andy Serkis : Eddie Brock / Venom
- 2021 : Spider-Man: No Way Home de Jon Watts : Eddie Brock / Venom (caméo, scène inter-générique - non crédité)
- 2023 : The Bikeriders de Jeff Nichols : Johnny Davis
- 2024 : Venom: The Last Dance de Kelly Marcel : Eddie Brock / Venom (également auteur de l'histoire et producteur)
- 2025 : Ravage (Havoc) de Gareth Evans : Walker (également producteur)

### Télévision

#### Séries télévisées
- 2001 : Frères d'armes (Band of Brothers) : PFC John Janovec (2 épisodes)
- 2005 : Colditz : La Guerre des évadés (Colditz) : Second lieutenant Jack Rose (2 épisodes)
- 2006 : The Virgin Queen : Robert Dudley, Comte de Leicester : (4 épisodes)
- 2007 : Cape Wrath : Jack Donnely (6 épisodes)
- 2007 : Oliver Twist : Bill Sikes (5 épisodes)
- 2009 : The Take (en) : Freddie Jackson (4 épisodes)
- 2014 - 2022 : Peaky Blinders : Alfie Solomons (13 épisodes)
- 2017 : Taboo : James Keziah Delaney (10 épisodes)
- 2018 : Sticky : Herbert Maloney (1 épisode)
- 2020 : All or Nothing : Tottenham Hotspur (en) : le narrateur
- 2025 : MobLand : Harry Da Souza

#### Téléfilms
- 2005 : Colditz : La Guerre des évadés (Colditz) de Stuart Orme : Le second lieutenant Jack Rose
- 2005 : Gideon's Daughter (en) de Stephen Poliakoff : Andrew
- 2006 : Sweeney Todd (fi) de David Moore : Matthew Payne
- 2006 : A for Andromeda (en) de John Strickland (en) : John Fleming
- 2007 : Stuart : Une vie à l'envers (Stuart : A Life Backwards) de David Attwood : Stuart
- 2009 : Les Hauts de Hurlevent (en) (Wuthering Heights) de Coky Giedroyc : Heathcliff

## Distinctions

### Récompenses
- British Independent Film Awards 2009 : Meilleur acteur pour Bronson
- British Academy Film Awards 2011 : Rising Star Award du meilleur espoir pour Inception
- Los Angeles Film Critics Association Awards 2014 : Meilleur acteur pour Locke
- British Independent Film Awards 2015 : Meilleur acteur pour Legend
- Toronto Film Critics Association Awards 2015 : meilleur acteur pour Legend
- Critics' Choice Movie Awards 2016 : Meilleur acteur pour Mad Max: Fury Road
- London Film Critics' Circle Award 2016 :  Meilleur acteur britannique de l'année pour Legend, pour Mad Max: Fury Road, pour London Road et pour The Revenant

### Nominations
- Saturn Awards 2003 : Meilleur acteur dans un second rôle pour Star Trek : Nemesis
- British Academy Television Awards 2008 : Meilleur acteur dans un téléfilm dramatique pour Stuart : Une vie à l'envers
- Evening Standard British Film Awards 2010 : meilleur acteur pour Bronson
- London Film Critics Circle Awards 2010 : meilleur acteur britannique pour Bronson
- Royal Television Society Awards 2010 : meilleur acteur dans une mini-série pour The Take (en)
- Saturn Awards 2011 : Meilleur acteur dans un second rôle pour Inception
- London Film Critics Circle Awards 2011 : meilleur acteur britannique dans second rôle pour Inception
- Dallas-Fort Worth Film Critics Association Awards 2015 : Meilleur acteur dans un second rôle pour The Revenant
- Kansas City Film Critics Circle Awards 2015 : Meilleur acteur dans un second rôle pour The Revenant
- Phoenix Film Critics Society Awards 2015 : meilleur acteur dans un second rôle  pour The Revenant
- Phoenix Critics Circle Awards 2015 : Phoenix Critics Circle Awards du meilleur acteur dans un second rôle pour The Revenant
- Washington DC Area Film Critics Association Awards 2015 : Meilleur acteur dans un second rôle pour The Revenant
- Australian Film Critics Association Awards 2016 : meilleur acteur dans un second rôle pour The Revenant
- Gold Derby Awards 2016 : meilleur acteur dans un second rôle pour The Revenant
- Oscars 2016 : Meilleur acteur dans un second rôle pour The Revenant
- AACTA International Awards 2018 : Meilleur acteur dans un second rôle pour Dunkerque

## Voix francophones
En France, de nombreux comédiens se sont succédé pour doubler Tom Hardy à ses débuts. Ainsi, Guillaume Orsat le double à trois reprises dans Star Trek : Nemesis, Injection fatale et Cape Wrath tandis que Damien Witecka, le double dans La Chute du faucon noir et Stuart, une vie à l'envers. Il y a également eu Ludovic Baugin dans Attraction fatale, Boris Rehlinger dans Oliver Twist, Julien Chatelet dans The Take (en), Thibaut Belfodil dans RocknRolla,, Gilles Morvan dans Bronson,, Stéphane Miquel dans The Code, Patrice Baudrier dans Inception,, Karim Barras dans Les Hauts de Hurlevent (en), Emmanuel Garijo dans Warrior et Adrien Antoine dans La Taupe.
Depuis 2012 et le film The Dark Knight Rises, Jérémie Covillault est sa voix régulière. En parallèle, Axel Kiener le double en 2012 dans Target et en 2015 dans Legend, Boris Rehlinger le retrouve en 2014 dans Quand vient la nuit et Stéphane Pouplard le double dans Peaky Blinders.
Au Québec, Paul Sarrasin est la voix québécoise régulière de l'acteur depuis La Chute du faucon noir en 2001.
Versions francophones
- Jérémie Covillault dans The Dark Knight Rises, Mad Max: Fury Road, The Revenant, Venom et Venom 2, etc.[18]

Versions québécoises
- Paul Sarrasin dans La Chute du faucon noir, Star Trek: Némésis, Origine, Guerrier, L'Ascension du chevalier noir, The Revenant, etc.[24]